# Dreamcatcher (film)
Dreamcatcher is een sciencefiction-/horrorfilm uit 2003 onder regie van Lawrence Kasdan. Het verhaal is gebaseerd op dat uit het gelijknamige boek van Stephen King.

## Verhaal
Henry (Thomas Jane), Beaver (Jason Lee), Pete (Timothy Olyphant) en Jonesy (Damian Lewis) zijn vier vrienden. De vier zijn door meer dan vriendschap met elkaar verbonden sinds ze als kind begonnen om te gaan met het geestelijk gehandicapte jongetje Douglas 'Duddits' Cavell (Donnie Wahlberg). Sinds die tijd staan ze ook telepathisch met elkaar in contact.
Zoals elk jaar maakt het viertal een uitstapje waarop ze gaan jagen in Maine. Als een schijnbaar zieke man om hulp komt vragen, laten ze hem binnen in hun hut. Hij blijkt alleen iets onder de leden te hebben dat het gebied niet uitmag en even later wordt het hele gebied onder quarantaine gesteld.

## Rolverdeling
- Morgan Freeman: Kolonel Curtis
- Jason Lee: Beaver
- Damian Lewis: Jonesy
- Timothy Olyphant: Pete
- Tom Sizemore: Owen Underhill
- Donnie Wahlberg: Douglas 'Duddits' Clavell
- Thomas Jane: Henry
- Lance Kinsley: Hofferman